# Hard Times (canção)
"Hard Times" é uma canção da banda de rock estadunidense Paramore, presente em seu quinto álbum de estúdio After Laughter (2017).. Foi lançada em 19 de abril de 2017, por intermédio da Fueled by Ramen, como o primeiro single do álbum. A canção foi escrita pela vocalista Hayley Williams e o guitarrista Taylor York, e foi gravada na cidade natal da banda, Nashville, Tennessee. É o primeiro material lançado pela banda desde o retorno de Zac Farro e a saída do primeiro baixista Jeremy Davis.
A canção recebeu opinições positivas dos críticos, sendo comparada com o gênero new wave dos anos 1980 e aos singles anteriores da banda "Still Into You" e "Ain't It Fun".

## Antecedentes e composição
Liricamente, "Hard Times" é sobre a sensação de passar por momentos difíceis e de se sentir inútil em alcançar seus objetivos. De acordo com a DIY, "Hard Times" segue os "passos bombásticos" dos singles anteriores "Still Into You" e "Ain't It Fun", apresentando um "refrão enorme e vocais pegajosos". Eddie Fu da Consequence of Sound concorda, observando que eles expandem o som pop rock dessas canções ao "incorporar ainda mais o new wave dos anos 1980". De acordo com a escritora Lindsey Byrnes, da Billboard, é uma canção pop rock que apresenta uma batida tribal e é uma reminiscência do new wave dos anos 80.
Da mesma forma, Tom Breihan do Stereogum descreveu a canção como "a animação rústica do new wave dos anos 80". Daniel Kreps da Rolling Stone caracterizou a canção como um "synth-pop borbulhante". Para o The Guardian, as baterias se assimilam ao Lionel Richie, enquanto o instrumental é "estilo-Daft Punk". Durante uma entrevista para o iHeartRadio, Williams afirmou, "Este é um grande passo para nós como banda e é definitivamente um novo som. Estamos muito orgulhosos disso. Eu sinto que reflete exatamente quem somos atualmente, e espero que as pessoas gostem." "Hard Times" é descrita também como uma canção disco.

## Análise da crítica
A canção foi recebida positivamente pelos críticos de música. Joe Coscarelli do The New York Times apreciou a canção, afirmando que Hayley Williams "continua no foco, e suas melodias ágeis e ganchos pop sorrateiramente enormes são tão nítidos e magnéticos como sempre são, não obedecendo os padrões do gênero". Brad Nelson da Pitchfork escreveu positivamente sobre a canção, chamando-a de "retorno ao ritmo vintage trazido por 'Ain't It Fun', mas essa nova canção se desenrola em um contexto menos obviamente conectado ao rock e ainda mais amputado do emo". Jordan Sargent da Spin nomeou a faixa como um dos melhores singles do Paramore até hoje, adicionando que "Também é uma experiência interessante, mesmo que você não se importe com a música do Paramore".
Will Richards da DIY elogiou a canção, dizendo que a banda "nunca estiveram tão divertidos quanto estão agora", afirmando ainda que o refrão "instantaneamente gruda em seu cérebro como chiclete". Billboard comparou a canção com trabalhos de Talking Heads e Blondie, afirmando "Com a qualidade contagiante de 'Hard Times' que te inspira em pular na cama e usar uma escova de cabelo como microfone, o novo capítulo do Paramore é uma prova do que pode acontecer não apenas quando você enfrenta a tempestade, mas quando você se deixa dançar durante a mesma". Escrevendo para o The Inquirer, Joseph R. Atilano opinou que a canção é "uma faixa muito sólida e é algo que os fãs de longa data do Paramore com certeza vão gostar de ouvir continuamente", mas criticou a sua curta duração e menciona que os vocais de Williams poderiam ser mais potentes em alguns momentos.
A votação anual Pazz & Jop feita pelo The Village Voice classificou "Hard Times" na posição 11 como uma das melhores músicas de 2017.

### Condecorações
| Publicação | País           | Lista                                  | Ano  | Pos. |
| ---------- | -------------- | -------------------------------------- | ---- | ---- |
| Billboard  | Estados Unidos | As 25 Melhores Canções de Rock de 2017 | 2017 | 2    |

## Vídeo musical
O vídeo foi publicado no canal da Fueled by Ramen no YouTube em 19 de abril de 2017. Foi dirigido por Andrew Joffe e gravado na Optimist Studios durante dois dias em março de 2017. De acordo com Joffe, a banda queria "incorporar alguma vibe dos anos 80" e fazer uso do "tipo de efeitos de animação rotoscópicos desenhados à mão como feito em 'Take on Me' do a-ha e implantam uma paleta de cores similar a Weird Science e Square Pegs". Lars Gotrich da NPR descreveu o vídeo como contendo "efeitos antigos estilo MTV, altos tons pastéis e um espaço de performance aparentemente construído a partir de um velho conjunto Nickelodeon". Os efeitos de animação foram feitos pelo estúdio criativo Computer Team.
Até novembro de 2020, o vídeo já havia atingido mais de 100 milhões de visualizações no YouTube.

## Créditos
Créditos adaptados do encarte do álbum.
- Kevin "K-Bo" Boettger – engenheiro assistente
- Dave Cooley – engenheiro de masterização
- Carlos de la Garza – mixagem, engenheiro
- Zac Farro – bateria, sinos, teclado, percussão, vocais de apoio
- Justin Meldal-Johnsen – produtor, engenheiro, guitarra baixo, teclado, programação
- Mike Schuppan – engenheiro, mixagem adicional
- Hayley Williams – vocais, teclado, percussão, vocais de apoio
- Taylor York – produtor, mixagem adicional, engenheiro, guitarra, teclado, marimba, percussão, programação, vocais de apoio

## Desempenho nas tabelas musicais
| Tabela musical (2017)                        | Melhor posição |
| -------------------------------------------- | -------------- |
| Austrália (ARIA)                             | 61             |
| Canadá (Canadian Hot 100)                    | 65             |
| Chéquia (Singles Digitál Top 100)            | 91             |
| Escócia (Official Charts Company)            | 14             |
| Estados Unidos (Billboard Hot 100)           | 90             |
| EUA (Billboard Hot Rock & Alternative Songs) | 6              |
| EUA (Billboard Adult Top 40)                 | 24             |
| EUA (Billboard Alternative Airplay)          | 13             |
| EUA (Billboard Rock Airplay)                 | 17             |
| Finlândia (Latauslista)                      | 13             |
| Irlanda (IRMA)                               | 54             |
| Japão (Billboard Japan)                      | 15             |
| Letónia (Latvijas Top 40)                    | 15             |
| Nova Zelândia (RMNZ)                         | 2              |
| Portugal (AFP)                               | 85             |
| Reino Unido (Official Charts Company)        | 34             |
| Suécia (Sverigetopplistan)                   | 2              |

| Tabela musical (2017)             | Posição |
| --------------------------------- | ------- |
| EUA (Billboard Hot Rock Songs)    | 17      |
| EUA (Billboard Alternative Songs) | 41      |

## Vendas e certificações
| Região | Certificação | Unidades/vendas |
| --- | ------------ | --------------- |
| Estados Unidos (RIAA) | Ouro         | 500.000‡        |
| Reino Unido (BPI) | Ouro         | 400.000‡        |
| *vendas baseadas apenas na certificação ^distribuições baseadas apenas na certificação ‡vendas+valores de streaming baseados apenas na certificação |              |                 |

## Histórico de lançamento
| Região         | Data                | Formato          | Gravadora(s)    | Ref.   |
| -------------- | ------------------- | ---------------- | --------------- | ------ |
| Mundo          | 19 de abril de 2017 | Download digital | Fueled by Ramen | [ 6 ]  |
| Estados Unidos | 25 de abril de 2017 | Rádio mainstream | Atlantic RRP    | [ 47 ] |